# ليونيد روشال
ليونيد ميخايلوفيتش روشال (بالروسية: Леонид Михайлович Рошаль)‏ وُلدَ في 27 نيسان سنة 1933 في مدينة ليفني، هو طبيبُ أطفال مشهور من موسكو, روسيا. و خبيرٌ في منظمة الصحة العالمية ورئيس الصندوق الخيري الدولي لإغاثة الأطفال في الكوارث والحروب.

## السيرة الذاتية
يُديرُ روشال قسمَ الجراحة والطوارئ وصدمات الأطفال في معهد البحوث العلمية الخاصة بالأطفال في موسكو منذ عام 1981، وفي عام 2003 توَلى أيضاً معهد موسكو لجراحة الأطفال في حالات الطوارئ والصدمات والذي يُعالجُ حالياً 60,000  طفل سنوياً.
تَفاوضَ الدكتور روشال مع الإرهابيين الشيشان خلال أزمة رهائن مسرح موسكو عام 2002 ، كَما شغلَ منصب المُفاوض في أزمة الرهائن في مدرسة بيسلان عام 2004، عَملَ جاهداً على إطلاق سراح الأطفال ومحاولة إقناع مُحتَجزي الرهائن بالسماح لهم بالحصول على الطعام والماء.
وبعد الأحداث التي وقَعت في أزمة بيسلان شَغل أيضاً منصب مُستشار للفرَق الطبية التي كان عليها أن تُعالجَ جُروحَ الحُروق التي أصيبَ بها مئات الأطفال.
مُنذُ عام 2005 وهو عُضوٌ في غُرفَة العلاقات العامة في روسيا، وهوَ أيضاً عُضو في المفوضية الرئاسية لحقوق الإنسان.
تَحَدَّثَ روشال علناً ضدَّ الحرب في الشيشان واعتقال ميخائيل خودروكوفسكي.
وفي شباط علم 2006 انتقدَ رابطة أمهات بيسلان بسبب موقفها العدائي من الدولة بدلاً من الإرهابيين عند محاكمة أحد مُحتجزي الرهائن في بيسلان.

## الجوائز
- 2018 –جائزة الأحمدية مُسلم للسلآم لعام 2017.

## الروابط الخارجية
- Businessweek "2005 Stars of Europe" Article
- The last witness. What doctor Roshal's insult was to Mothers of Beslan, Novye Izvestia, February 13, 2006. Machine-translated by www.online-translator.com. Last accessed August 5, 2006.